# Норбеков, Шохназар Жуманиёз огли
Шохназар Жуманиёз огли Норбеков (узб. Shohnazar Jumaniyoz oʻgʻli Norbekov; род. 18 июля 1994, Янгиер, Сырдарьинская область) — узбекистанский футболист, нападающий.

## Карьера
Профессиональную карьеру начал в 2011 году в составе клуба «Металлург» Бекабад. 23 октября 2011 года в матче против клуба «Бунёдкор» дебютировал в чемпионете Узбекистана.
В январе 2023 года подписал контракт с клубом «Турон».
В сентября 2023 года перешёл в индонезийский клуб «Сада Сумут».
В феврале 2024 года стал игроком клуба «Кайсар».

## Достижения
АГМК
- Обладатель Кубка Узбекистана: 2018

## Клубная статистика
| Игровая карьера | Игровая карьера     | Игровая карьера | Лига | Лига | Кубки | Кубки | Межд. | Межд. | Др. | Др. |
| --------------- | ------------------- | --------------- | ---- | ---- | ----- | ----- | ----- | ----- | --- | --- |
| 2020            | Коканд 1912         | А               | 19   | 2    | 3     | 1     | —     | —     | —   | —   |
| 2021            | Коканд 1912         | А               | 25   | 4    | 3     | 1     | —     | —     | —   | —   |
| 2022            | Металлург (Бекабад) | А               | 8    | 1    | 3     | 0     | —     | —     | —   | —   |
| 2022            | Коканд 1912         | А               | 13   | 6    | 1     | 0     | —     | —     | —   | —   |
| 2023            | Турон               | А               | 11   | 1    | 3     | 0     | —     | —     | —   | —   |
| 2023/24         | Сада Сумут          | Б               | 2    | 0    | —     | —     | —     | —     | —   | —   |
| 2023            | Кайсар              | А               | 23   | 1    | 3     | 0     | —     | —     | —   | —   |